# 薩特爾 (阿肯色州)
薩特爾（英語：Suttle）是位於美國阿肯色州華盛頓縣的一個非建制地區。該地的面積和人口皆未知。

## 地理
薩特爾的座標為35°58′54″N 94°23′54″W / 35.98167°N 94.39833°W，而該地的平均海拔高度為432米（即1417英尺）。